# ريغي بيري
ريغي بيري (بالإنجليزية: Reggie Perry)‏ هو لاعب كرة القدم الكندية أمريكي، ولد في 23 سبتمبر 1970 في دنيسون في الولايات المتحدة.